# Expozine
Expozine est un salon de micro-édition, de fanzine, d'affiches et de bandes dessinées ayant lieu chaque année à Montréal (Québec). Ce salon met en vedette les petits éditeurs indépendants et les artistes anglophones et francophones qui peuvent ainsi vendre leurs œuvres aux visiteurs.

## Historique
Le salon Expozine a été fondé par Louis Rastelli et est chapeauté par l'organisme Arcmtl. Les premières éditions ont lieu à La Sala Rossa (2002), au Relais Mont-Royal (2003), à la Station C (2004) puis, pendant plusieurs années, au sous-sol de l'Église Saint-Enfant Jésus du Mile-End. Lors des premières éditions, un don de 10$ était suggéré afin d'avoir une table d'exposant. La première années, il y a eu 60 exposants. Les exposants viennent du Québec, du Canada et des États-Unis. Ce salon rassemble de 200 à 300 exposants qu'on qualifie parfois comme étant de l'underground,.
Depuis 2007, le service du dépôt légal de Bibliothèque et Archives nationales du Québec y tient un kiosque afin d'inviter les artistes à procéder au dépôt légal des œuvres publiées à compte d'auteur ou chez de petits éditeurs indépendants. 
En 2015, Expozine a été nommé parmi les finalistes à l’honneur, dans le cadre du Grand Prix du Conseil des arts de Montréal.

## Prix Expozine de l’édition alternative
Le Prix Expozine de l'édition alternative est un prix remis chaque année depuis 2006 afin de récompenser des artistes et éditeurs indépendants ayant participé au salon Expozine. Lors d'un gala annonçant les lauréats de trois catégories, meilleur zine, meilleure bande dessinée et meilleur livre, les oeuvres de ces artistes et de tous les finalistes sont disponibles à l'achat.

## Distroboto

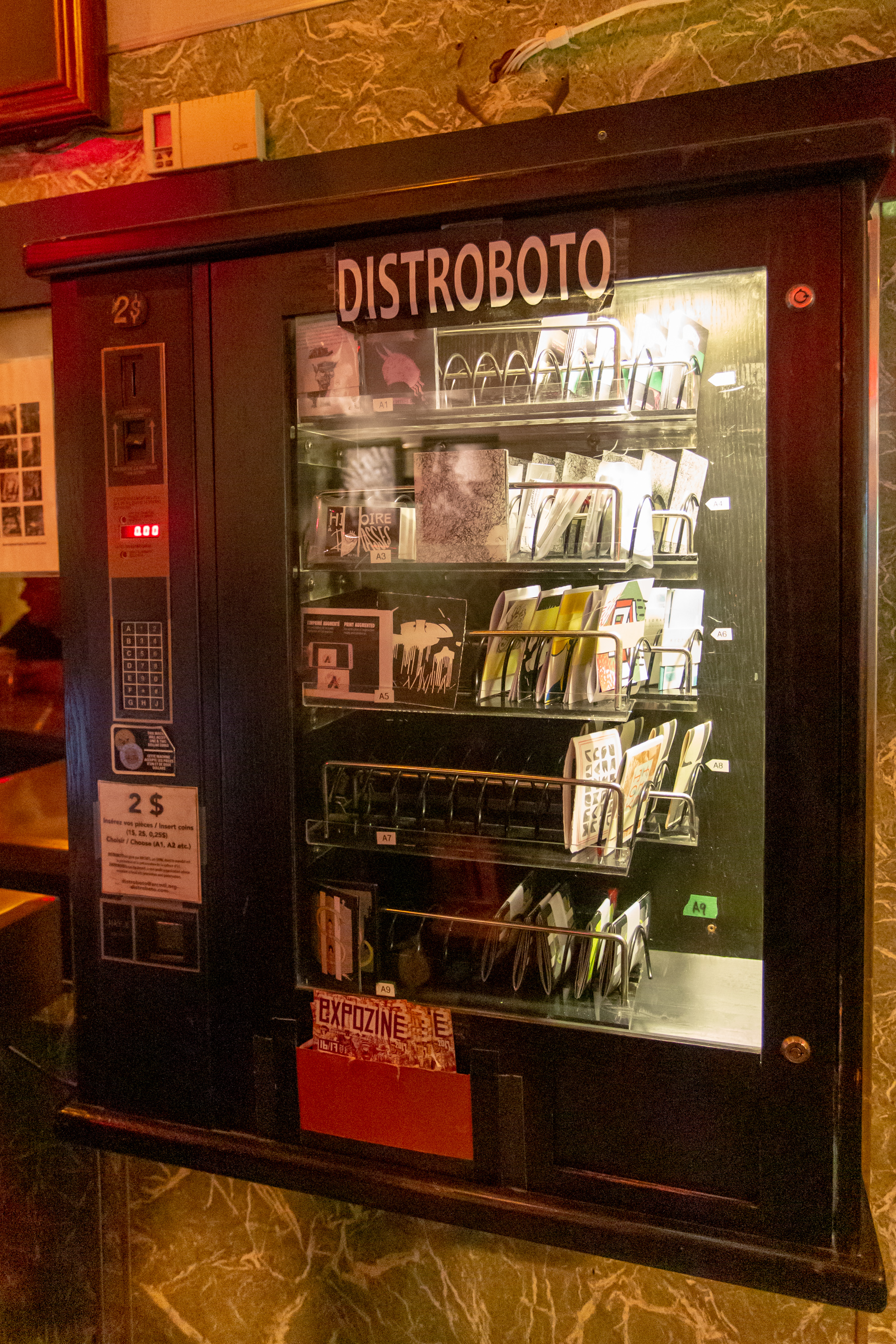
Machine distributrice Distroboto

Inspiré par le projet californien Art-o-mat, le projet de machines distributrices d’œuvres d'art Distroboto a été mis en place par les artistes Carl Amabili, Billy Mavreas, Louis Rastelli, Chloe Lum, Yannick Desranleau, Keith Jones et Andy Brown. Il s'agit d'anciennes machines distributrices de cigarettes converties en machines distributrices d’œuvres d'art à 2$. Les œuvres vendues ne peuvent dépasser les dimensions d'un paquet de cigarettes king size, c'est-à-dire 4" x 3 3/8" x 5/8". La première machine a été installée en janvier 2001 à la Casa del Popolo à Montréal. En décembre 2001, The New York Times Magazine inclut Distroboto dans sa liste des meilleures idées de l'année.
Des machines ont été installées dans plusieurs bibliothèques de Montréal (Plateau, Mercier, Parc-Extension, Côte-des-Neiges), à l'Université Concordia ainsi que dans plusieurs cafés, bars et salles de spectacle.